# Auxois
Auxois är en tung hästras, ursprungligen från Côte-d'Or-området i västra Frankrike. Rasen är nära släkt med den belgiska ardennerhästen och har sina rötter så långt tillbaka som till medeltiden. Idag är rasen utrotningshotad men planer finns på att utöka aveln och återställa rasen. De hästar som finns kvar används för det mesta inom jordbruket. 

## Historia
Auxoishästen har sina rötter i burgundiska hästar som levde under medeltiden i Frankrike. De användes som stridshästar då dessa hästar var stora och kraftiga. Under 1800-talet utavlades de burgundiska hästarna med Ardennerhästar från Belgien som redan var en avlägsen släkting till Auxoishästarna. Även percheron och boulognesare användes för att utveckla rasen ytterligare. Auxoishästen blev högre i mankhöjd än förut. Rasen avlades mer selektivt och användes till transport och till köttproduktion på grund av sin massa. 
Sedan 1900-talet inriktades aveln enbart på ardennerhästar. Auxoishästarna avlades främst på Clunystuteriet mitt i Yonne som är ett bördigt och något kupat landskap och de betesrika hagarna gjorde att hästarna var välfödda och sunda. 1913 öppnades en stambok för rasen, trots att stammarna av Auxios alltid varit ganska små. 
Under mitten av 1900-talet började rasens antal att minska drastiskt i och med mekaniseringen av jordbruk och transport. Då flera andra franska kallblodshästar, exempelvis percheron, poitevin  och den populära normandiska coben, hade högre status så minskade även uppfödarnas intresse för Auxoishästen. Men en stambok uppfördes trots detta år 1913 av rasens förening Syndicat du Cheval de Trait Ardennais de L'Ausoix, med huvudkontor i Dijon, som även har hand om stamboken för franskfödda ardennerhästar. Idag sköter föreningen allt jobb med att skydda rasen och man håller strikt koll på alla hästar som föds, säljs och dör för att kunna bevaka rasen på bästa sätt.

## Egenskaper
Auxoishästen är en riktigt tung och kraftig kallblodshäst med en uthållighet och styrka som gör den väl lämpad för jordbruk och transport. Rasen har en kort, men tjock hals och ganska smala ben i jämförelse med den kraftiga kroppen men de är starka och rasen har anmärkningsvärt fria rörelser trots den massiva kroppen. Auxoishästen är älskad av de franska bönderna i Côte-d'Or och Yonne för sitt snälla, lugna och lätthanterliga temperament och för sin arbetsvilja.  
Helt renrasiga auxoishästar brännmärks ibland med TX på halsen. 